# Campeonato Maranhense 1977
In 1977 werd het 58ste Campeonato Maranhense gespeeld voor voetbalclubs uit Braziliaanse staat Maranhão. De competitie werd georganiseerd door de FMF en werd gespeeld van 16 maart tot 1 oktober. Moto Club werd kampioen. 

## Eerste toernooi

### Groep A
| Plaats | Club           | Wed. | W | G | V | Saldo | Ptn. |
| ------ | -------------- | ---- | - | - | - | ----- | ---- |
| 1.     | Moto Club      | 3    | 1 | 2 | 0 | 2:1   | 4    |
| 2.     | Sampaio Corrêa | 3    | 1 | 2 | 0 | 4:3   | 4    |
| 3.     | Maranhão       | 3    | 1 | 2 | 0 | 3:2   | 4    |
| 4.     | Ferroviário    | 3    | 0 | 0 | 3 | 2:5   | 0    |

|  | Geplaatst voor finale |

### Groep B
| Plaats | Club           | Wed. | W | G | V | Saldo | Ptn. |
| ------ | -------------- | ---- | - | - | - | ----- | ---- |
| 1.     | Bacabal        | 3    | 3 | 0 | 0 | 6:1   | 6    |
| 2.     | São José       | 3    | 2 | 0 | 1 | 3:1   | 4    |
| 3.     | Vitória do Mar | 3    | 0 | 1 | 2 | 1:4   | 1    |
| 4.     | Tupan          | 3    | 0 | 1 | 2 | 0:4   | 1    |

|  | Geplaatst voor finale |

### Finale
De winnaar krijgt een bonuspunt voor de finaleronde.
|                |           |       |         |  |
| 6 april Finale | Moto Club | 2 – 0 | Bacabal |  |
| 6 april Finale |           |       |         |  |

## Tweede toernooi

### Groep A
| Plaats | Club           | Wed. | W | G | V | Saldo | Ptn. |
| ------ | -------------- | ---- | - | - | - | ----- | ---- |
| 1.     | Moto Club      | 3    | 1 | 2 | 0 | 2:1   | 4    |
| 2.     | Sampaio Corrêa | 3    | 1 | 2 | 0 | 1:0   | 4    |
| 3.     | Maranhão       | 3    | 1 | 1 | 1 | 2:2   | 3    |
| 4.     | Ferroviário    | 3    | 0 | 1 | 2 | 0:2   | 1    |

|  | Play-off |

Play-off
|                   |               |       |                |  |
| 27 april Play-off | Moto Club     | 0 – 0 | Sampaio Corrêa |  |
| 27 april Play-off |               |       |                |  |
| 27 april Play-off | Strafschoppen |       |                |  |
| 27 april Play-off | 11-10         |       |                |  |

### Groep B
| Plaats | Club           | Wed. | W | G | V | Saldo | Ptn. |
| ------ | -------------- | ---- | - | - | - | ----- | ---- |
| 1.     | Bacabal        | 3    | 3 | 0 | 0 | 6:1   | 6    |
| 2.     | Tupan          | 3    | 2 | 0 | 1 | 4:3   | 4    |
| 3.     | São José       | 3    | 0 | 1 | 2 | 2:5   | 1    |
| 4.     | Vitória do Mar | 3    | 0 | 1 | 2 | 1:4   | 1    |

|  | Geplaatst voor finale |

### Finale
De winnaar krijgt een bonuspunt voor de finaleronde.
|              |           |       |         |  |
| 1 mei Finale | Moto Club | 0 – 1 | Bacabal |  |
| 1 mei Finale |           |       |         |  |

## Derde toernooi

### Groep A
| Plaats | Club           | Wed. | W | G | V | Saldo | Ptn. |
| ------ | -------------- | ---- | - | - | - | ----- | ---- |
| 1.     | Sampaio Corrêa | 3    | 3 | 0 | 0 | 10:3  | 6    |
| 2.     | Maranhão       | 3    | 1 | 1 | 1 | 7:5   | 3    |
| 3.     | Bacabal        | 3    | 1 | 1 | 1 | 6:4   | 3    |
| 4.     | São José       | 3    | 0 | 0 | 3 | 3:14  | 0    |

|  | Geplaatst voor finale |

### Groep B
| Plaats | Club           | Wed. | W | G | V | Saldo | Ptn. |
| ------ | -------------- | ---- | - | - | - | ----- | ---- |
| 1.     | Moto Club      | 3    | 2 | 1 | 0 | 5:0   | 5    |
| 2.     | Vitória do Mar | 3    | 2 | 0 | 1 | 2:2   | 4    |
| 3.     | Ferroviário    | 3    | 1 | 1 | 1 | 2:1   | 3    |
| 4.     | Tupan          | 3    | 0 | 0 | 3 | 0:6   | 0    |

|  | Geplaatst voor finale |

### Finale
De winnaar krijgt een bonuspunt voor de finaleronde.
|               |                |       |           |  |
| 26 mei Finale | Sampaio Corrêa | 1 – 0 | Moto Club |  |
| 26 mei Finale |                |       |           |  |

## Vierde toernooi

### Groep A
| Plaats | Club           | Wed. | W | G | V | Saldo | Ptn. |
| ------ | -------------- | ---- | - | - | - | ----- | ---- |
| 1.     | Moto Club      | 3    | 2 | 1 | 0 | 11:3  | 5    |
| 2.     | Sampaio Corrêa | 3    | 1 | 2 | 0 | 4:3   | 4    |
| 3.     | Vitória do Mar | 3    | 0 | 2 | 1 | 1:4   | 2    |
| 4.     | São José       | 3    | 0 | 1 | 2 | 1:7   | 1    |

|  | Geplaatst voor finale |

### Groep B
| Plaats | Club        | Wed. | W | G | V | Saldo | Ptn. |
| ------ | ----------- | ---- | - | - | - | ----- | ---- |
| 1.     | Maranhão    | 3    | 2 | 1 | 0 | 5:0   | 5    |
| 2.     | Ferroviário | 3    | 0 | 3 | 0 | 0:0   | 3    |
| 3.     | Bacabal     | 2    | 0 | 1 | 1 | 0:1   | 1    |
| 4.     | Tupan       | 2    | 0 | 1 | 1 | 0:4   | 1    |

|  | Geplaatst voor finale |

### Finale
De winnaar krijgt een bonuspunt voor de finaleronde.
|                |               |       |          |  |
| 18 juni Finale | Moto Club     | 0 – 0 | Maranhão |  |
| 18 juni Finale |               |       |          |  |
| 18 juni Finale | Strafschoppen |       |          |  |
| 18 juni Finale | 4-2           |       |          |  |

## Vijfde toernooi
| Plaats | Club           | Wed. | W | G | V | Saldo | Ptn. |
| ------ | -------------- | ---- | - | - | - | ----- | ---- |
| 1.     | Moto Club      | 7    | 3 | 3 | 1 | 13:5  | 9    |
| 2.     | Ferroviário    | 7    | 3 | 3 | 1 | 9:3   | 9    |
| 3.     | Maranhão       | 7    | 3 | 3 | 1 | 5:2   | 9    |
| 4.     | Sampaio Corrêa | 7    | 2 | 4 | 1 | 6:2   | 8    |
| 5.     | Vitória do Mar | 7    | 3 | 2 | 2 | 6:7   | 8    |
| 6.     | Bacabal        | 6    | 1 | 3 | 2 | 4:6   | 5    |
| 7.     | Tupan          | 6    | 1 | 2 | 3 | 3:8   | 4    |
| 8.     | São José       | 7    | 0 | 2 | 5 | 2:15  | 2    |

|  | Krijgt één bonuspunt in finaleronde |

## Finaleronde

### Totaalstand toernooien
Het is onduidelijk waarom São José wel mocht deelnemen aan de finaleronde.
| Plaats | Club           | Wed. | W | G  | V  | Saldo | Ptn. |
| ------ | -------------- | ---- | - | -- | -- | ----- | ---- |
| 1.     | Moto Club      | 19   | 9 | 9  | 1  | 33:10 | 27   |
| 2.     | Sampaio Corrêa | 19   | 8 | 10 | 1  | 25:11 | 26   |
| 3.     | Maranhão       | 19   | 8 | 8  | 3  | 22:11 | 24   |
| 4.     | Bacabal        | 17   | 8 | 5  | 4  | 22:13 | 21   |
| 5.     | Ferroviário    | 19   | 4 | 8  | 7  | 13:11 | 16   |
| 6.     | Vitória do Mar | 19   | 5 | 6  | 8  | 11:21 | 16   |
| 7.     | Tupan          | 17   | 3 | 4  | 10 | 7:25  | 10   |
| 8.     | São José       | 19   | 2 | 4  | 13 | 11:42 | 8    |

|  | Uitgeschakeld voor finaleronde |

### Finaleronde
| Plaats | Club           | Wed. | W | G | V | Saldo | Ptn. |
| ------ | -------------- | ---- | - | - | - | ----- | ---- |
| 1.     | Moto Club      | 5    | 3 | 1 | 1 | 12:2  | 10   |
| 2.     | Bacabal        | 5    | 2 | 2 | 1 | 3:6   | 7    |
| 3.     | Maranhão       | 5    | 2 | 2 | 1 | 7:3   | 6    |
| 4.     | Sampaio Corrêa | 5    | 2 | 1 | 2 | 2:2   | 6    |
| 5.     | Ferroviário    | 5    | 2 | 1 | 2 | 4:4   | 5    |
| 6.     | São José       | 5    | 0 | 1 | 4 | 0:11  | 1    |

|  | Kampioen |

### Kampioen
| Campeonato Maranhense de 1977  |
| Maranhão                       |
| ------------------------------ |
| MOTO CLUB Kampioen (15° titel) |